# Fernand Leduc
Pour les articles homonymes, voir Leduc.
Fernand Leduc, né le 4 juillet 1916 à Montréal et mort le 28 janvier 2014 dans la même ville, est un peintre québécois.
Son œuvre a marqué les esprits, ce qui fera dire à  John R. Porter que « Fernand Leduc demeurera à tout jamais l’un des géants de l’histoire de la peinture au Québec et au Canada. »

## Biographie
En 1938, il étudie à l'École des beaux-arts de Montréal. En 1941, il fait la connaissance de Paul-Émile Borduas. Avec sa compagne Thérèse Renaud, il s'associera au groupe des Automatistes.
Il prend contact avec André Breton à New York en 1945 et le rejoint à Paris en 1947.
Il signe le Refus global en 1948.
À Paris depuis 1947, Fernand Leduc rentre à Montréal en 1953.
En 1956, il fonde avec ses camarades (Pierre Gauvreau, Jean-Paul Riopelle, Jean-Paul Mousseau, Françoise Sullivan) l'Association des artistes non-figuratifs de Montréal, dont il devient le président.
Il retourne à Paris en 1959.
À 90 ans, après avoir passé une bonne partie de sa vie en France et en Italie, Fernand Leduc se réinstalle au Québec. Après avoir reçu un doctorat honorifique de l'Université du Québec, puis l'exposition et le catalogue que lui a consacrés le Musée du Québec en 2006. Il reçoit en 2007, l'un des Prix du Gouverneur général en arts visuels.
Il meurt des suites d'un cancer le 28 janvier 2014 , à Montréal.

## Expositions
17 février au 17 mars 2011: Pérennité: Marcel Barbeau, Pierre Gauvreau et Fernand Leduc à la Galerie Michel-Ange

## Œuvres
- La Dernière Campagne de Napoléon, 1946, huile sur carton, 50,8 x 65,3 cm, Musée national des beaux-arts du Québec, Québec[6].
- La Voie et ses embûches, 1952, huile sur toile, 146 x 96,5 cm, Musée national des beaux-arts du Québec, Québec[7].
- Oriental, 1954, huile sur toile, 116 x 80,5 cm, Musée national des beaux-arts du Québec, Québec[8].
- Trame écarlate, 1954, huile sur toile, 53,5 x 65 cm, Musée national des beaux-arts du Québec, Québec[9].
- Quadrature, 1955, huile sur toile, 76,5 x 91,5 cm, Musée national des beaux-arts du Québec, Québec[10].
- Portes rouges, 1955, huile sur toile, 73 x 92 cm, Musée national des beaux-arts du Québec, Québec[11].
- Monochrome Sico, 1956, huile sur toile
- L'Alpiniste, 1957, huile sur toile, 201,5 x 111 cm, Musée national des beaux-arts du Québec, Québec[12].
- Été accompli, 1957, huile sur toile, 116 x 201,5 cm, Musée national des beaux-arts du Québec, Québec[13].
- Feu rouge, huile, 1957
- Les Portes, 1960
- Claire-voie, 1960, huile sur toile, 162 x 129 cm, Musée national des beaux-arts du Québec, Québec[14].
- Jaune, 1962, huile sur toile, 162,4 x 129,8 cm, Musée national des beaux-arts du Québec, Québec[15].
- Chromatisme binaire rouge de Venise-bleu, 1964, huile sur toile, 114,7 x 147,4 cm, Musée national des beaux-arts du Québec, Québec[16].
- Triptyque ocre-violet-rouge, 1965, 195,4 x 291,6 cm, Musée national des beaux-arts du Québec, Québec[17].
- Composition, 1966
- Passage bleu, 1968, acrylique sur toile, 130 x 162,4 cm, Musée national des beaux-arts du Québec, Québec[18].
- Exaltation chaud-froid, 1973, acrylique sur toile, 182,7 x 274,2 cm, Musée national des beaux-arts du Québec, Québec[19].
- Microchromie, gris puissance[6], 1977, acrylique sur cartons entoilés montés sur châssis de bois, 260 x 450 cm (ensemble des six éléments), Musée national des beaux-arts du Québec, Québec[20].
- Viva Canaletto, suite et fin, 1989, acrylique sur toile, 133 x 431 cm (ensemble), Musée national des beaux-arts du Québec, Québec[21].
- Ciel d’hiver à Chapala 6, pastel, 2008

## Honneurs
- 1977 - Prix Lynch-Staunton
- 1978 - Prix Louis-Philippe-Hébert
- 1988 - Prix Paul-Émile-Borduas
- 2007 - Prix du Gouverneur général en arts visuels et en arts médiatiques

## Collections publiques
- Agnes Etherington Art Centre
- Art Gallery of Alberta
- Art Gallery of Hamilton[22]
- Galerie Leonard & Bina Ellen, Université Concordia
- Musée d'art de Joliette
- Musée d'art de Mont-Saint-Hilaire
- Musée du Bas-Saint-Laurent
- Musée Laurier
- Musée des beaux-arts de l'Ontario
- Musée des beaux-arts de Montréal
- Musée des beaux-arts du Canada
- Musée national des beaux-arts du Québec[23]